# Дам'єн Гертог
Дам'єн Гертог (нід. Damiën Hertog, нар. 3 грудня 1974, Роттердам) — нідерландський футболіст, що грав на позиції півзахисника. По завершенні ігрової кар'єри — тренер.

## Ігрова кар'єра
Народився 3 грудня 1974 року в Роттердамі. Вихованець юнацьких команд футбольних клубів «Звалювен», СВВ та «Феєнорд».
У дорослому футболі дебютував 1994 року виступами за іншу роттердамську команду, «Ексельсіор», в якій провів п'ять сезонів, взявши участь у 99 матчах чемпіонату.
Згодом також грав за «Росендал» та «Де Графсхап».
Завершував ігрову кар'єру у тому ж «Ексельсіор» (Роттердам). Повернувся до нього 2005 року і захищав його кольори до припинення виступів на професійному рівні у 2008.

## Кар'єра тренера
Розпочав тренерську кар'єру невдовзі по завершенні кар'єри гравця, 2010 року, очоливши тренерський штаб клубу «Ексельсіор» (Масслейс).
Згодом працював у структурі «Феєнорду», де тренував одну з юнацьких команд.
2017 року був асистентом співвітчизника Маріо Бена у тренерському штабі кіпрського АПОЕЛ, а наступного року приєднався до очолюваного іншим нідерландцем Марселом Кейзером тренерського штабу «Аль-Джазіри». Коли останній залишив еміратську команду, прийнявши пропозицію роботи від португальського «Спортінга», саме Гертог у 2018–2019 роках був головним тренером «Аль-Джазіри».
Протягом 2019–2022 років тренував молодіжну збірну Саудівської Аравії.